# Capitólio Estadual de Oklahoma
O Capitólio Estadual de Oklahoma (em inglês: Oklahoma State Capitol) é a sede do governo do estado de Oklahoma. Localizado na capital, Oklahoma City, foi incluído no Registro Nacional de Lugares Históricos em 8 de outubro de 1976.